# Potosí (Colombia)
Potosí è un comune della Colombia facente parte del dipartimento di Nariño.
Il comune venne istituito il 9 maggio 1903.